# Dasineura cercocarpi
Dasineura cercocarpi är en tvåvingeart som först beskrevs av Ephraim Porter Felt 1913.  Dasineura cercocarpi ingår i släktet Dasineura och familjen gallmyggor. Inga underarter finns listade i Catalogue of Life.